# Kiskohány
Kiskohány (szlovákul: Kochanovce) község Szlovákiában, az Eperjesi kerület Bártfai járásában.

## Fekvése
Bártfától 15 km-re délkeletre, a Tapoly mellett fekszik.

## Története
A falut egy Kohány nevű soltész alapította a 14. században, a trócsányi nemesi birtokon. 1377-ben említik először, amikor Trócsányi Miklós fia György kúriát épít a „villa Kohan”-nak nevezett településen. A falu a köcsényi uradalom része volt. 1427-ben 25 portát számláltak a faluban Kálnási Jakab birtokában, ezzel a közepes nagyságú települések közé tartozott. Később a Trócsányiak és rokonaik, az Olsvai és Raszlavicai családok birtoka. A 16. században lakói zsellérek voltak, akik a fokozódó szegénység elől nagyrészt elhagyták a községet. 1600-ban mindössze 6 adózó porta található a településen. A 17.–18. században a Kohányiak birtokában állt. Ekkor a lakosság száma ismét emelkedett. 1787-ben 25 házában 176-an laktak.
A 18. század végén Vályi András így ír róla: „KOHÁNY. Kohanovce. Tót falu Sáros Várm. földes Urai több Uraságok, lakosai katolikusok, fekszik Kapronczához nem meszsze, és annak filiája, határjának fele termékeny, réttye, legelője meg lehetős, fája tűzre van.”
1828-ban 28 házában 229 lakosa volt. A 19. században a Bán család birtoka. Lakói hagyományosan mezőgazdasággal foglalkoztak.
Fényes Elek 1851-ben kiadott geográfiai szótárában így ír a faluról: „Kohány, Sáros vmegyében, tót falu, Kaproncza fil., 56 kath., 109 evang., 9 zsidó lak. F. u. többen.”
A trianoni diktátum előtt Sáros vármegye Girálti járásához tartozott.

## Népessége
| Év:            | 1994. | 2004.    | 2014.   | 2024.   |
| -------------- | ----- | -------- | ------- | ------- |
| Emberek száma: | 233   | 259      | 252     | 261     |
| Eltérés:       |       | +11,15 % | -2,70 % | +3,57 % |

| Év:            | 2023. | 2024.   |
| -------------- | ----- | ------- |
| Emberek száma: | 262   | 261     |
| Eltérés:       |       | -0,38 % |

1910-ben 189, túlnyomórészt szlovák lakosa volt.
2001-ben 257 szlovák lakosa volt.
2011-ben 255 lakosából 248 szlovák.

## Külső hivatkozások
- Hivatalos oldal Archiválva 2007. június 26-i dátummal a Wayback Machine-ben
- Községinfó
- Kiskohány Szlovákia térképén
- E-obce.sk Archiválva 2012. augusztus 22-i dátummal a Wayback Machine-ben